# 1951年飓风艾伯
飓风艾伯（英語：Hurricane Able）是在大西洋飓风季正式时间段外形成的罕见飓风，也是1951年大西洋飓风季的第一个热带气旋，于5月15日经百慕大以南约480公里海域的低压槽发展而成。天气系统起初属亚热带气旋，后因行经墨西哥湾暖流上空而逐渐发展出热带天气系统特征，并于5月17日在佛罗里达州近海达到飓风强度，成为历史上仅有的四场五月大西洋飓风之一。5月22日，艾伯在北卡罗莱纳州哈特拉斯角近海达到风力时速115公里的最高强度。飓风在转向东进的同时逐渐减弱，最终于5月23日转变成温带气旋。
飓风艾伯没有对陆地构成显著影响。佛罗里达州降下小雨，巴哈马的风速达到每小时152公里。北卡罗莱纳州到新英格兰间沿海地区的潮汐高于正常水平，气旋没有导致人员伤亡。

## 气象历史
5月12日，一条活跃的低压槽离开美国东岸，到次日已从百慕大附近经过。低压槽起初距海平面很近，但由于冷空气从后方向东侧推动，低压槽也从下层延伸到中层和上层大气。到了5月14日，系统内与西风带分隔的部分已发展出闭合低气压区。低压槽后方持续有冷空气前涌，气温比往年均值约低7°C，这些冷空气同温暖的上层大气和较高的水温共同影响，导致大气环境非常不稳定。随着低气压区组织，低压槽逐渐减弱，系统于5月15日在百慕大以南约480公里洋面发展成亚热带低气压。
亚热带低气压位于上层低气压区下方，起初快速向西北方向移动，5月16日上层低气压区转向西南后，气旋又转朝西南偏西方向移动。16日晚，低气压逼近墨西哥湾暖流。上层低气压区引起的强烈发散和东北方向的高气压天气系统促使系统逐渐转变成热带气旋，亚热带低气压也在当晚达到持续风速每小时65公里强度。风暴转向西南并继续增强，5月17日，位于中心附近的船只在戴通纳海滩以东约200公里洋面测得时速88公里大风和高达9米的狂浪，表明系统已成为热带风暴。当晚，美国海军派出飓风猎人侦察机飞入气旋侦察，发现逐渐南下的风暴已达到飓风强度。
气象机构用“艾伯”（Able）为风暴命名，飓风的规模很小，先转向东北，之后又改朝东面前进，从巴哈马浅滩上空或附近经过。气旋接下来转朝东北移动，然后又转向北上，到5月20日时，移动路线已形成环状。飓风继续强化，风眼直径约32公里。5月21日，侦察机估计艾伯达到风力时速150公里的最高强度。此后不久，风暴从北卡罗莱纳州哈特拉斯角（Cape Hatteras）以东约110公里海域经过，5月22日清晨，转向东进的艾伯已经减弱。5月23日，飓风在行经水温降低的洋面期间弱化成热带风暴，再于当晚在新斯科舍哈利法克斯以南约840公里海域转变成温带气旋。艾伯的温带残留转向东北，最终于5月24日晚失去踪影。

## 影响和纪录
气象部门发现风暴后向乔治亚州萨凡纳至佛罗里达州匹尔斯堡发布风暴警告。美国国家气象局建议所有小型船只留在港内不要出海，还建议巴哈马北部居民立即开始防灾准备。大巴哈马岛本有一队施工人员正在建设用于引导卡纳维拉尔角远程导弹的观察哨，但因飓风威胁而向内陆疏散。数十艘船上的渔民为安全起见从开放海域前往巴哈马的两个岛上暂避，岛上两架飞机都没有因飓风受到破坏。之后北卡罗莱纳州至新英格兰也收到小型船只警告和风暴警告。
艾伯的外围雨带在佛罗里达州沿海地区降下小雨并引发大浪。风暴在巴哈马附近缓慢行进，沃克礁测得时速145至152公里的狂风，大巴哈马岛和小阿巴科岛的风速也达到飓风强度下限。气旋在北卡罗莱纳州威尔明顿产生强烈潮汐，向北直至新英格兰都出现异常高涨的潮水，但没有报导表明当地因此受到破坏。“伊斯特本市号”（City of Eastbourne）船只在海上遭遇风暴并测得飓风强度风力，还伴随有“山峦般的狂浪、寸步难行的海况和瓢泼大雨。”
艾伯是有纪录以来五月仅有的四场大西洋飓风之一，另外三场分别发生在1889、1908和1970年。这四场风暴也以艾伯强度最高，其他三场的最高风速也只有每小时130公里。飓风艾伯不但形成时间不属大西洋飓风季正式时段，而且移动路线也不比寻常，从东北方向逼近巴哈马，所以有“搞错时间走错路”的说法。此外，美国国家气象局还将风暴称为“怪胎中的怪胎。”